# Andreas Beuchel
Andreas Beuchel (* 17. Oktober 1963 in Pirna) ist ein deutscher evangelisch-lutherischer Theologe und Pfarrer. Seit 2015 ist Beuchel Superintendent im Kirchenbezirk Meißen-Großenhain.

## Leben
Andreas Beuchel, Sohn des Pfarrers Dietmar Beuchel, wuchs in Dittersbach im Landkreis Sächsische Schweiz-Osterzgebirge sowie später in Freiberg auf und absolvierte nach der Schulzeit von 1980 bis 1983 eine Berufsausbildung als Meliorationstechniker mit Abitur im brandenburgischen Friesack. Als Kriegsdienstverweigerer in der DDR war er von 1984 bis 1985 Bausoldat auf dem NVA-Flughafen Laage bei Rostock. 1985 begann er an der Universität Leipzig das Studium der evangelischen Theologie. Das Studium und Vikariat in Skassa und Strießen beendete er 1992 mit dem Zweiten Theologischen Examen.
Seinen ersten Gemeindepfarrdienst trat Andreas Beuchel 1992 in der Kirchgemeinde Skassa-Strießen im damaligen Kirchenbezirk Großenhain an, wo er auch Jugendpfarrer war. Er wurde am 21. Juni 1992 ordiniert. Von 1999 bis 2007 war er Pfarrer in Dresden - Bad Weißer Hirsch.
Ab 2007 bis 2015 war Andreas Beuchel als Senderbeauftragter der evangelischen Landeskirchen beim MDR und Rundfunkbeauftragter der EvLKS tätig. In dieser Funktion konzipierte und leitete er zahlreiche Verkündigungssendungen der evangelischen Landeskirchen im Hörfunk und Fernsehen des Mitteldeutschen Rundfunks, wo er hauptsächlich für MDR 1 Radio Sachsen und MDR Figaro kirchliche Sendungen an Sonn- und Feiertagen betreute sowie Radio-Andachten und -Gottesdienste gestaltete.
Seit 2015 ist er Pfarrer der St. Afra-Kirchgemeinde Meißen, Dompfarrer zu Meißen und Superintendent des Kirchenbezirkes Meißen-Großenhain. 2017 wurde er zum Senator im Kultursenat des Freistaates Sachsen ernannt.
Auf Vorschlag von Mitgliedern der Landessynode der Evangelisch-Lutherischen Landeskirche Sachsens (EvLKS) stellte Beuchel sich am 29. Februar 2020 neben Tobias Bilz und Ulrike Weyer der Wahl zum Landesbischof der EvLKS.

## Ehrung
Im Jahr 2019 wurde Andreas Beuchel mit der Sächsischen Verfassungsmedaille geehrt.

## Privat
Andreas Beuchel ist verheiratet, lebt in Meißen und hat zwei erwachsene Kinder.

## Werke (Auswahl)
- Fritz Cremer: Sich vom Kreuz Lösender ... , S. 138–149 in: Tischgespräch mit Luther – Christliche Bilder in einer atheistischen Welt. Katalog zur gleichnamigen Ausstellung, Kunstmuseum der Stadt Erfurt, Angermuseum, 21. Oktober 2012 bis 20. Januar 2013. Hrsg.: Kai Uwe Schierz und Paul Kaiser, Berlin Bielefeld 2012, ISBN 978-3-86678-784-1[12]